# Spathius gelleus
Spathius gelleus är en stekelart som beskrevs av Nixon 1943. Spathius gelleus ingår i släktet Spathius och familjen bracksteklar. Inga underarter finns listade i Catalogue of Life.